# Monte Patukan
Monte Patukan alternativamente Montaña de la Bella Durmiente; también conocido como el Monte Mating-oy Dinayao, o el Monte Mantingoy) es una montaña y cadena montañosa en la provincia de Kalinga en Filipinas. La montaña se llama así porque la silueta de la cordillera del norte se asemeja a una mujer dormida. Por lo general se ve mejor desde el oeste, cerca del municipio Tinglayan en el valle del río Chico, pero también puede ser visto desde el este, cerca de Tanudan.